# 博洛泰內
48°36′18″N 39°35′44″E / 48.60500°N 39.59556°E
博洛泰内（烏克蘭語：Болотене）是位於烏克蘭東部的村莊，由盧甘斯克州夏斯季亞區的斯塔尼察-盧漢斯卡市鎮負責管轄。該村始建於1899年，面積1.07平方公里，海拔高度38米，2001年人口87，人口密度每平方公里81.3人。